# Remains (album de Annihilator)
Pour les articles homonymes, voir Remains.
Albums de Annihilator
Refresh The Demon
(1996) Criteria For A Black Widow
(1999)
Remains est le sixième album studio du groupe de Metal Canadien Annihilator. L'album est sorti en juillet 1997. Cet album a surpris les fans par son côté novateur, en intégrant des parties électroniques.

## Liste des titres
| No  | Titre            | Durée |
| --- | ---------------- | ----- |
| 1.  | Murder           | 4:26  |
| 2.  | Sexecution       | 4:34  |
| 3.  | No Love          | 4:45  |
| 4.  | Never            | 5:14  |
| 5.  | Human Remains    | 2:19  |
| 6.  | Dead Wrong       | 5:12  |
| 7.  | Wind             | 4:21  |
| 8.  | Tricks and Traps | 4:59  |
| 9.  | I Want           | 4:24  |
| 10. | Reaction         | 3:27  |
| 11. | Bastiage         | 4:43  |

Re-release Bonus Tracks
| No  | Titre                                | Durée |
| --- | ------------------------------------ | ----- |
| 12. | It's You                             | 5:32  |
| 13. | Words from Jeff Waters (Bonus track) | 8:32  |

## Composition du groupe
- Jeff Waters - Chant, Guitares, Basse, Batterie Programmée
- John Bates - guitare sur No Love
- Dave Steele - chants sur No Love and Wind